# 羅曼斯山
71°31′S 24°0′E / 71.517°S 24.000°E
羅曼斯山，是南極洲的山峰，位於毛德皇后地的朗希爾德公主海岸，處於布拉特尼帕內峰西北面35公里，屬於南龍達訥山脈的一部分，海拔高度1,500米，挪威製圖師根據空中照片繪入地圖，現時由南極條約體系管理。

## 外部連結
- 本条目引用的公有领域材料来自美国地质调查局的文档 《羅曼斯山》 （資料來自地名信息系统）。